# Jennifer Lufau
Jennifer Lufau (Togo, 1993) es un jugadora de videojuegos y experta en marketing digital, que reside en París, Francia. Fue la fundadora y presidenta de Afrogameuses, una asociación que lucha contra el racismo y el sexismo en el ámbito de los videojuegos y trata de promover una mejor representación de las mujeres negras. Activista e involucrada en el campo de los videojuegos, es también autora del blog "Call me Jane Bond".

## Trayectoria
Jennifer Lufau creció en Benín y alrededor de los siete años se mudó a Francia. Jugó muchos videojuegos durante su infancia. Cuando era niña, frecuentaba un cibercafé todos los días después de la escuela para jugar al Príncipe de Persia. Más tarde jugó League of Legends, Mortal Kombat y Tekken. A su alrededor no había ninguna chica con quien compartir su pasión y no era un tema abordado por sus compañeras de clase. Al llegar a Francia, permaneció mucho tiempo sin ordenador y no fue hasta los diecisiete años aproximadamente cuando volvió a jugar de forma habitual. Una vez más, descubrió que era una de las pocas mujeres jóvenes que jugaba. De adulta, le surgió otra pregunta: “¿Dónde están las mujeres negras en los videojuegos? ». Se dio cuenta de que, como jugadora, se veía a sí misma como una especie de anomalía: mujer y negra. Conoció a personas extraordinarias en las plataformas de juegos multijugador y apreció el aspecto socializador que le permitió hacer muchos amigos. Sin embargo, «este no es el mundo de los osos cariñosos, ni mucho menos».
Trabajó como Social Media & Content Manager en Ubisoft durante dos años. Se convirtió en experta en marketing digital,y empezó a trabajar como consultora en diversidad e inclusión (D&I) y lectora de sensibilidad en el ámbito de los videojuegos. En 2016, defendió su tesis sobre videojuegos en la Sorbona para su maestría en gestión de proyectos internacionales. También fue autora de una tesis profesional titulada “¿Cómo el Big Data ya está transformando el marketing? », publicado en julio de 2017.
Para Jennifer Lufau, ser una mujer negra y geek en el mundo racista y sexista de los videojuegos era en sí mismo un gesto militante. Sufrió regularmente comentarios llenos de odio. «Interpretar personajes negros es un auténtico «imán para los insultos». Para evitar esta situación, muchas mujeres racializadas se han desarrollado en este entorno bajo apodos que parezcan masculinos. Frecuente testigo y víctima de comportamientos discriminatorios, contó que a menudo era víctima de racismo en el mundo del streaming y deploró que la única acción posible para contrarrestar los insultos sea vetar, denunciar y bloquear a las personas. Sin embargo, estas personas conservan «la posibilidad de reproducir sin cesar esos mismos insultos». 
Inspirada por el movimiento Black Lives Matter, se embarcó en la redacción de un artículo sobre la comunidad Afrogamer, que publicó en el blog "Call me Jane Bond", que empezó a dirigir en abril de 2020. Sus encuentros con otras mujeres en la misma situación le permitieron hablar de sus respectivas experiencias. El 14 de julio de 2020 creó, junto con otras tres mujeres, el colectivo « Afrogameuses », con el objetivo de remediar esta falta de visibilidad de mujeres negras en la industria del videojuego, contactando con mujeres implicadas a través de redes feministas, como Women in Games, y grupos antirracistas, como Black Geeks.

## Reconocimientos
En agosto de 2020, la cadena de televisión suiza Radio Télévision Suisse (RTS) le dedicó parte de su programa "Vértigo", en un reportaje titulado "Ser mujer racializada en el universo sexista de los videojuegos". En noviembre de 2020, Vanity Fair eligió a Jennifer Lufau como una de las "cincuenta mujeres francesas más relevantes de 2020".